# Trasporti in Ucraina

Ucraina: carta geopolitica con rete stradale e ferroviaria

Questa voce tratta le principali tipologie di trasporto in Ucraina.

## Ferrovie
Il settore ferroviario è gestito dalla compagnia di stato Ukrzaliznycja (a eccezione delle ferrovie industriali e delle metropolitane nelle città).

### Lunghezza della rete (1994)
- 23.350 km a scartamento largo (1520 mm), di cui 9.000 elettrificati (3 kV DC e 25 kV AC)
- 201 km a scartamento standard (1435 mm) elettrificati.

### Collegamenti ferroviari con gli stati confinanti
- Bielorussia
- Russia
- Moldavia
- Romania (cambio di scartamento: 1520 mm / 1435 mm)
- Ungheria (cambio di scartamento: 1520 mm / 1435 mm)
- Slovacchia (cambio di scartamento: 1520 mm / 1435 mm)
- Polonia (cambio di scartamento: 1520 mm / 1435 mm, più una linea merci che attraversa il confine con scartamento standard)

### Città con reti di metropolitana
- Metropolitana di Kiev
- Metropolitana di Charkiv
- Metropolitana di Dnipro
- Kryvyj Rih (Metro tram)

## Strade e autostrade
- Totale: 169.477 km
- Asfaltate: 164.732 km (inclusi 15 km di strade veloci); queste strade comprendono sia le autostrade le strade normali asfaltate, e le strade ricoperte con fondo in ghiaia
- Non asfaltate (bianche): 4.745 km (2004)

## Vie d'acqua
Vi sono 4.400 km di vie d'acqua navigabili su 7 fiumi, e gran parte di questi chilometri si trovano sul Danubio, sul Nistro e sul Pryp"jat'. Tutti i fiumi ucraini in inverno hanno la superficie congelata (di solito da dicembre a marzo), interrompendo pertanto la navigazione.

### Principali porti sul Danubio
- Izmaïl
- Reni

### Vie d'acqua sul Nistro
Il Nistro, all'interno dell'Ucraina, è regolato da un sistema di laghi artificiali separati da dighe con chiuse. Il fiume è navigabile lungo tutta la sua estensione all'interno del territorio ucraino.

#### Principali porti sul Nistro
- Čerkasy
- Dnipro
- Kachovka
- Kremenčuk
- Kiev
- Nikopol'
- Zaporižžja

### Vie d'acqua sul Pryp'jat'
Il principale porto fluviale di Černobyl' è oggi abbandonato a causa del disastro di Černobyl', ma il corso d'acqua mantiene la sua importanza come collegamento tra il Nistro e il mar Baltico.

## Oleodotti
- Gas naturale 33.721 km (2007)
- Greggio 4.514 km (2007)
- Prodotti petroliferi 4.211 km (2007)
- Ammoniaca

## Porti

### Principali porti marittimi
- Berdjans'k (mar d'Azov)
- Čornomors'k (mar Nero)
- Kerč' (mar Nero)
- Mariupol' (mar d'Azov)
- Mykolaïv (mar Nero)
- Odessa (mar Nero)
- Sebastopoli (mar Nero)
- Skadovs'k (mar Nero)
- Feodosia (mar Nero)
- Jalta (mar Nero)

### Altri importanti porti
- Donuzlav (mar Nero)
- Heničes'k (mar d'Azov)
- Cherson (mar Nero)
- Očakiv (mar Nero)
- Jevpatorija (mar Nero)
- Južne (mar Nero)

## Marina mercantile
- Totale: 193 navi
- Navi per tipo: 6 portarinfuse, 145 navi cargo, 3 portacontainer, 6 navi passeggeri, 4 cargo, 9 petroliere, 11 navi refrigeranti, 7 roll-on/roll-off, 2 cargo specializzati

## Aeroporti
- Totale: 437 (2007)

### Aeroporti con piste asfaltate
- Totale: 193
- Più di 3.047 m: 13
- Da 2.438 a 3.047 m: 53
- Da 1.524 a 2.437 m: 27
- Da 914 a 1,523 m: 5
- Sotto i 914 m: 95 (2007)

I principali aeroporti sono: Kiev-Boryspil', Charkiv, Dnipro, Donec'k, Leopoli, Odessa e Sinferopoli.

### Aeroporti con piste non asfaltate
- Totale: 244
- Da 2.438 a 3.047 m: 3
- Da 1.524 a 2.437 m: 11
- Da 914 a 1.523 m: 13
- Sotto i 914 m: 217 (2007)